# سان ستيفانو (الإسكندرية)

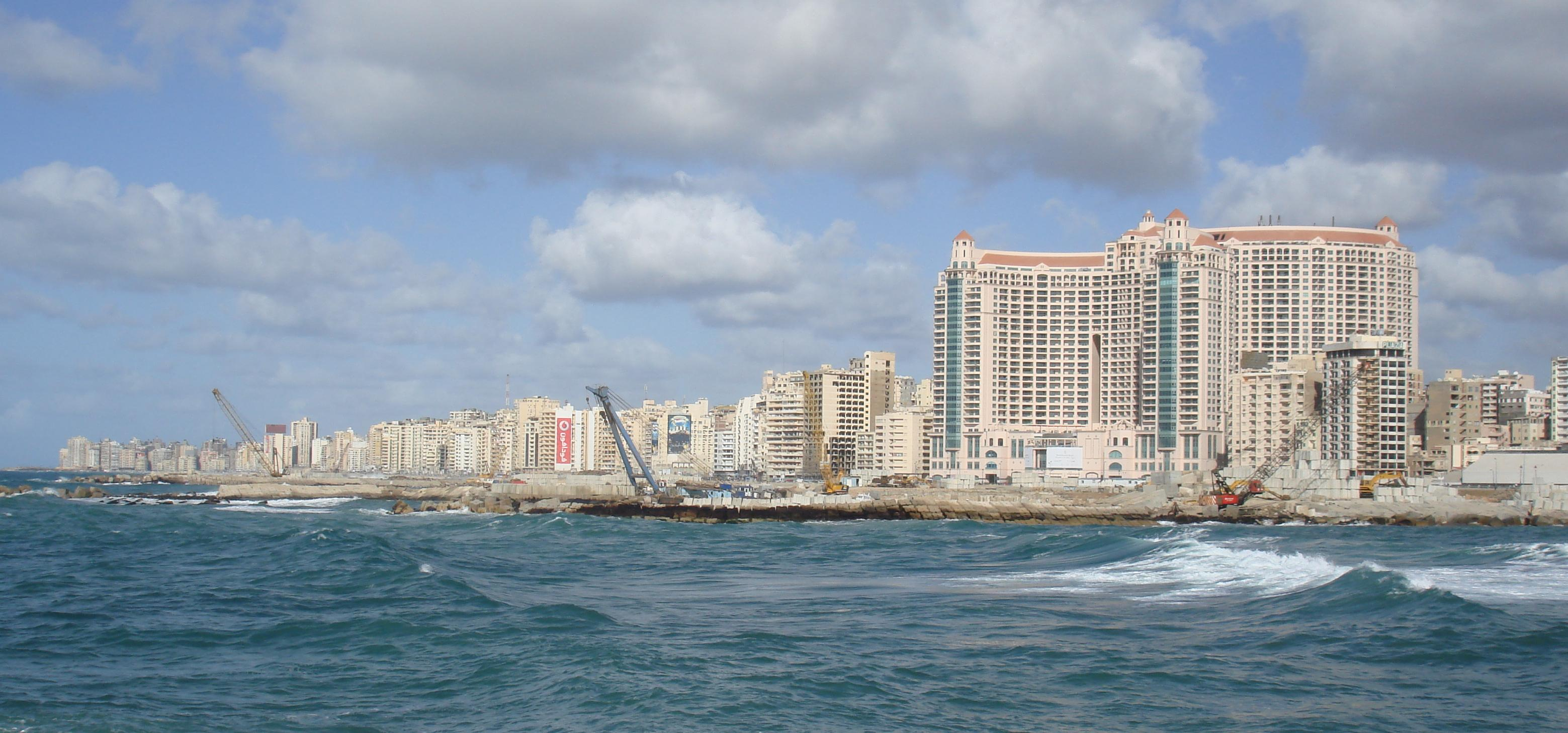
سان ستيفانو جراند بلازا أثناء تشييده.

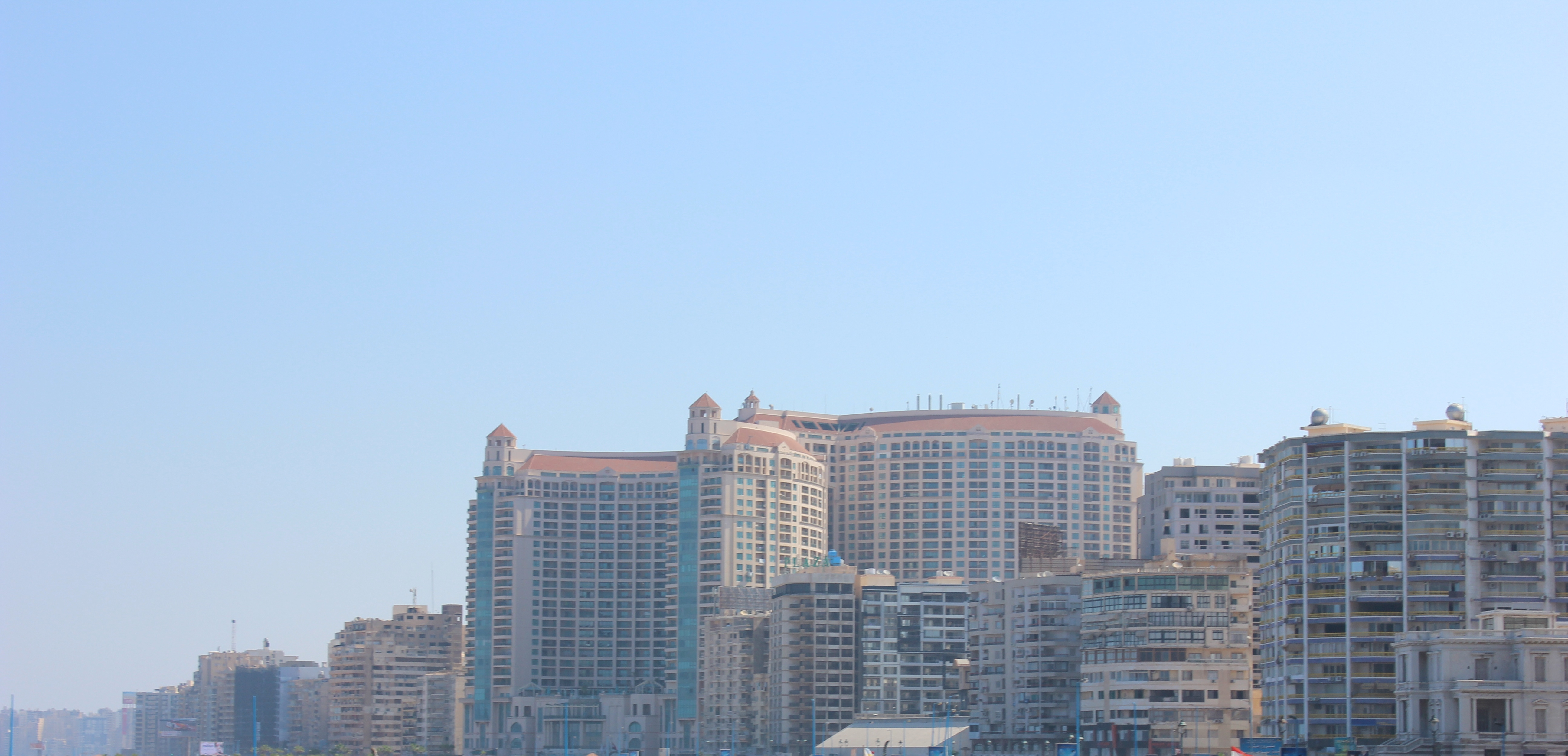

حي سان ستيفانو هو أحد الأحياء الراقية في مدينة الإسكندرية في مصر، ويتبع حي شرق في المدينة. يوجد حاليا بالحي أحد أكبر مراكز التسوق في المدينة، وهو سان ستيفانو جراند بلازا، والذي بني في نفس موقع فندق سان ستفانو القديم الذي شهد العديد من الأحداث التاريخية. ويجاور حي سان ستيفانو أربع أحياء أخرى وهي جاناكليس ولوران وجليم وزيزينيا. ويضم الحي محطة ترام سان ستيفانو.

## أصل الاسم
في الأصل ستيفانو هو النطق الإغريقي للاسم ستيفين (بالعربية: إسطفانوس) وهو اسم قديس في الديانة المسيحية، وكلمة سان هي اختصار لكلمة Saint بمعنى قديس [بحاجة لمصدر]
وتاريخيا أطلق هذا الاسم على قريتين إحداهما في بلغاريا والثانية في تركيا[بحاجة لمصدر] وقد شهدت الأخيرة توقيع معاهدة سان ستيفانو التاريخية بين روسيا والامبراطورية العثمانية.

## سبب التسمية
أطلق هذا الاسم في فترة الاحتلال الإنجليزي لمصر على المنطقة تخليدًا لذكرى انتصار الصرب على الأتراك بمساعدة روسيا عام 1874 في موقعة سان ستيفانو، وأطلقته شركة الترام الأجنبية التي كانت تنشئ الترام بالمدينة 

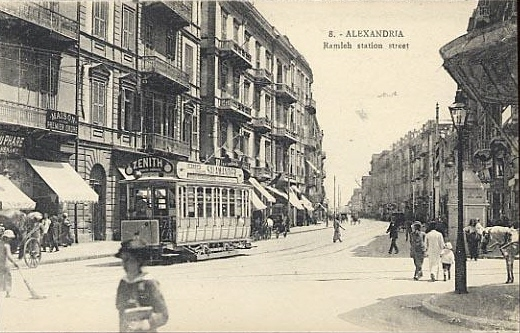
ترام المدينة في إسكندرية.

## المعالم الرئيسية

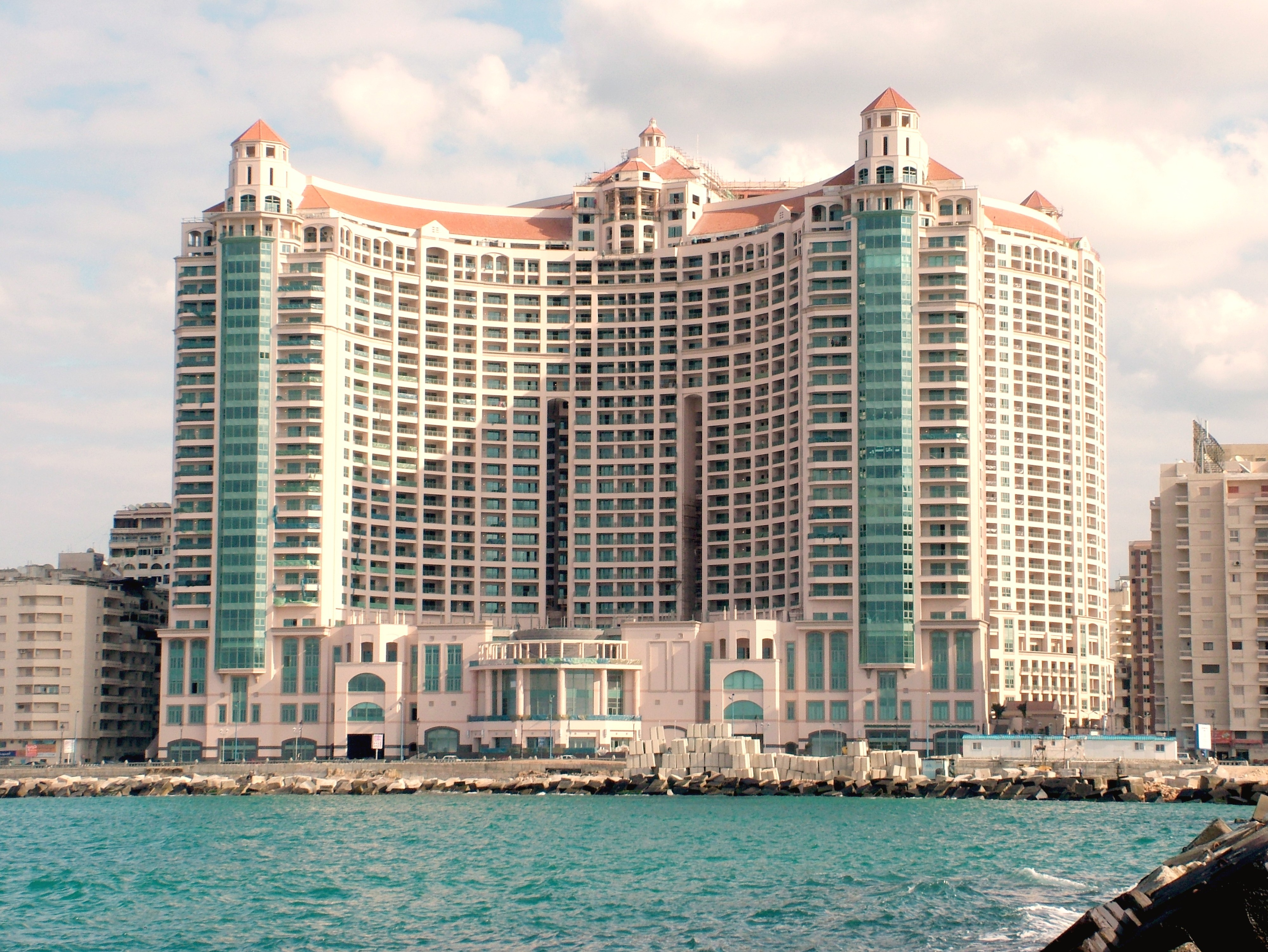
سان ستيفانو جراند بلازا - 2012

في عام 2007 تم افتتاح سان ستيفانو جراند بلازا والذي يضم فندق فور سيزون (الفصول الأربعة) الفاخر في المنطقة المطلة على البحر  ويعتبر المبنى ذو الارتفاع 135م هو أعلى مبنى بمحافظة الإسكندرية.